# Asim Issabekow
Asim Beischenbajewitsch Issabekow (* 4. April 1960 in Araschan, Rajon Alamüdün, Oblus Tschüi) ist ein kirgisischer Politiker. Er war von Januar bis März 2007 Premierminister von Kirgisistan.
Asim Issabekow arbeitete von 1980 bis 1984 als Schlosser und Traktorist im staatlichen Zuchtbetrieb „Strelnikowa“. Von 1984 bis 1986 war er beim Innenministerium der Sowjetunion beschäftigt. Neben diesen Tätigkeiten absolvierte er ein Wirtschaftsstudium an der Kirgisischen Staatlichen Nationaluniversität, das er 1986 abschloss.
1986 und 1987 nahm er verschiedene Posten im Komsomol, der staatlichen sowjetischen Jugendorganisation ein. Von 1988 bis 1989 war er Ausbilder und Abteilungsleiter beim Exekutivkomitee des Sowjets des Alamudunski Rajon. 1989 bis 1992 war er Parteisekretär und Stellvertretender Direktor der Sowchose „Tasch-Moinok“. 1992 bis 1993 leitete er die Verwaltung des Alamudunski Rajons. Danach war er zwischenzeitlich in der Privatwirtschaft tätig. 1996 stieg Issabekow in die Verwaltung des Gebiets Tschüi auf, in der er bis 2001 verschiedene Posten einnahm, zuletzt den des stellvertretenden Verwaltungsdirektors.
Von 2001 bis 2002 war er im Stab des kirgisischen Premierministers tätig, wobei er für den Kontakt und die Zusammenarbeit zu den Selbstverwaltungsorganen auf regionaler und kommunaler Ebene zuständig war. Von 2002 bis 2004 war er Vorsitzender des staatlichen kirgisischen Fonds für Wirtschaftsförderung.
Von März bis September 2005 leitete Issabekow als Minister den Verwaltungsapparat beim Premierminister Kirgisistans. Im Oktober 2005 wurde er zum Berater des kirgisischen Präsidenten berufen. Vom 21. November 2005 bis zum 10. Mai 2006 war er Abteilungsleiter und stellvertretender Direktor des Präsidialamts Kirgisistans. Anschließend trat er erneut ins Kabinett ein und wurde am 26. Juni 2006 im Amt des Ministers für Land- und Wasserwirtschaft und verarbeitende Industrie bestätigt.
Am 29. Januar 2007 wurde er vom Parlament zum Premierminister gewählt, nachdem der bisherige Amtsinhaber Felix Kulow, der vom Präsidenten Kurmanbek Bakijew erneut für diesen Posten vorgeschlagen worden war, zweimal die nötige Stimmenmehrheit verfehlt hatte. Issabekow galt als Kompromisskandidat im Streit zwischen Präsident und Parlament. Um den dennoch weiter schwelenden Konflikt zu entschärfen, wurde Issabekow am 29. März durch Präsident Bakijew entlassen. An seine Stelle trat der bisherige Oppositionspolitiker Almasbek Atambajew.